# Jean-Baptiste d'Ornano
Jean-Baptiste d’Ornano (Sisteron, 1581-Castillo de Vincennes, 1626), era el comte de Montlaur, mariscal de França 1626.

## Biografia
Era un noble que va gaudir del favor del rei Lluís XIII. Va ser conseller de l'únic germà del rei, Gastón d'Orleans en 1619, sobre el qual va exercir una considerable influència. Es va casar amb la comtessa Marie de Modéne Montlaur, en 1611 Va ser coronel general dels Corsos, tinent general de Normandia i cavaller de l'Ordre de l'Esperit Sant des de 1619. En 1626 va ser nomenat mariscal de França.
Va participar amb el germà del Rei, Gastón de Borbó en la primera conspiració duta a terme contra el Cardenal Richelieu (conspiració de Chalais) i es va oposar al matrimoni de Gastón amb Mme. de Montpensier. Va ser fet presoner en Vincennes, la monarquia es va veure molt compromesa quan aquest alt personatge va morir en l'insalubre calabós en el qual havia estat tancat.
Després el comte de Chalais, esdevingués el boc expiatori de la conspiració, així com Ornano van ser víctimes de la versatilitat de Gastón que va delmar els càrrecs dels seus còmplices successius.